# Ewa Kurek (biolog)
Ewa Józefa Kurek (ur. 19 marca 1943 w Opolu Lubelskim, zm. 8 marca 2018) – polska mikrobiolog, profesor Uniwersytetu Marii Curie-Skłodowskiej w Lublinie.

## Życiorys
W 1960 roku uzyskała maturę w LO im. Adama Czartoryskiego w Puławach. W 1965 roku uzyskała tytuł magistra mikrobiologii i rozpoczęła pracę  w Zakładzie Mikrobiologii IUNG w Puławach. W 1971 roku otrzymała doktorat i rozpoczęła pracę na stanowisku adiunkta w Zakładzie Biologii Molekularnej. W 1986 roku otrzymała habilitację, a w 1998 roku profesurę. W 1990 została kierownikiem Zakładu Mikrobiologii Środowiskowej i pełniła tę funkcję przez do 2013 roku. Prowadziła badania nad fosforylacją białek, utlenianiem nieorganicznych związków siarki przez drobnoustroje heterotroficzne, rolą mikroorganizmów w ochronie środowiska glebowego przed degradacją spowodowaną procesami antropogennymi oraz biologicznymi metodami kontroli rozwoju fitopatogenów grzybowych i bionawożeniem roślin. Wypromowała 71 magistrów i 4 doktorów. Opublikowała ponad 200 prac naukowych. Była członkiem Polskiego Towarzystwa Biochemicznego, Polskiego Towarzystwa Genetycznego, Lubelskiego Towarzystwa Naukowego (członek rzeczywisty) oraz International Society for Environmental Biotechnology.
Pochowana na cmentarzu rzymskokatolickim przy ul. Piaskowej w Puławach.

## Wyróżnienia
- Medal Komisji Edukacji Narodowej
- Srebrny Krzyż Zasługi